# ウラジーミル・コロトケヴィチ

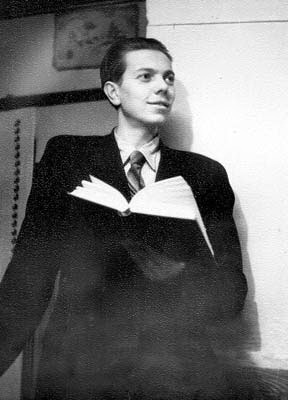
学生時代のウラジーミル・コロトケヴィチ

ウラジーミル・セミョーノヴィチ・コロトケーヴィチ（ロシア語: Влади́мир Семёнович Коротке́вич）またはウラジーミル・サミョーナヴィチ・カラトキエヴィチ（ベラルーシ語: Уладзімір Сямёнавіч Караткевіч、1930年11月26日 - 1984年7月25日）は、ベラルーシのロマン派作家。

## 生い立ち
1930年にベラルーシのヴィーツェプスク州ヴォルシャで生まれる。1954年、キエフ大学文献学部を卒業し、初めにウクライナのキエフ州にある村の学校に赴任し、その後、自身の故郷であるヴォルシャの学校で教鞭を執った。後にモスクワで、上級文学（1960年）と映画撮影技法（1962年）の課程を修了した。この頃から文学を自身の本業とするようになった。最初に発表した作品は詩で、1951年に出版された。それを追うように3つの韻文集が出版された。その後、彼の作品は散文に変わり、それ以後、Čazenija (Chazenia) 、Voka tajfuna (The Eye of the Typhoon) 、Z viakoŭ minulych (From Past Ages) などと題した作品集の中で、多数の短編を発表した。また、小説 Nel'ha zabyc' (Unforgettable) および Čorny zamak Al'šanski (The Dark Castle Olshansky) も執筆した。おそらくコロトケヴィチの作品の中で最も人気があるのは、小説 Dsikaje paljawanne Karalja Stacha (King Stakh's Wild Hunt, 『スタフ王の野蛮な狩り』1964年) であろう。彼の小説は主に、1863年から1865年までの間に起きた1月蜂起を含む、ベラルーシの歴史上の過去を扱っている。そのほか、数々の戯曲、随筆、記事、短編映画および長編特作映画の脚本、そして幾つかの大変興味深い探偵小説および冒険小説も書いている。コロトケヴィチの文学作品は、ロマン主義、豊かな比喩的表現、および主情主義に特徴付けられる。複数の国の文学賞を受賞したコロトケヴィチは、ベラルーシ文学において、歴史上のテーマの更なる発展に強い影響を与えている。